# جامعة لفيف للشؤون الداخلية
جامعة لفيف للشؤون الداخلية مؤسسة تعليم عالي أوكرانية، (بالأوكرانية: Львівський державний університет внутрішніх справ) هي جامعة تقع في لفيف أوبلاست، أوكرانيا. تأسست هذه الجامعة في سنة 1939